# Дональд Віннікотт
Дональд Віннікотт (англ. Donald Winnicott, Плімут, 7 квітня 1896 — Лондон, 28 січня 1971) — британський педіатр і психоаналітик.

## Біографія
Вивчав медицину в Кембриджі, який закінчив у 1923 році. Того ж року розпочав особистий аналіз з Джеймсом Стречі (англійським перекладачем праць Фройда), а згодом, ставши психоаналітиком Британського психоаналітичного товариства, продовжив свій аналіз з Джоан Рів'єр, яка дотримувалася суто кляйніанських переконань. Як педіатр він пропрацював близько сорока років у дитячій лікарні Паддінгтон Грін, набувши багатого клінічного досвіду. Віннікотт, який спочатку сприйняв концепцію Кляйн про стосунки матері та дитини, згодом відійшов від її поглядів, ставши менш ортодоксальним і приєднавшись до групи британських незалежних (так званої середньої групи), увійшов в історію як один з піонерів школи об'єктних стосунків. Його супутня професія педіатра дозволила йому тривалий час спостерігати за дітьми та їхньою взаємодією з матерями, що дало йому змогу розробити оригінальні теорії психологічного та емоційного розвитку дитини.

## Концепції, введені Віннікоттом

### Функція утримання
Холдинг (англ. Holding, дослівно «утримувати» або «тримати») — це термін, введений Віннікоттом для визначення здатності матері виступати в ролі контейнера для тривог дитини. Холдинг — це стримуюча здатність достатньо хорошої матері, яка інстинктивно знає, коли втрутитися, даруючи дитині любов, а коли відійти в сторону, коли дитина її не потребує. У межах утримання дитина може пережити суб'єктивну всемогутність, тобто відчуття того, що саме вона, зі своїми бажаннями, все творить. Цей досвід є необхідним і незамінним для здорового розвитку особистості, і може відбуватися тільки в межах фізичного і психічного простору (середовища холдингу), який може дозволити його вираження.

### Перехідний простір
Для Віннікотта дитина спочатку живе у суб'єктивно сконструйованій реальності, де все (включно з матір'ю) перебуває під її всемогутнім контролем (суб'єктивна всемогутність); у цій реальності дитина вірить, що вона конструює матір своїми бажаннями. Поступово їй доведеться відмовитися від цього гедоністичного бачення і прийняти бачення спільного об'єктивного простору, де мати існує незалежно від егоїстичної волі дитини. Однак між цими двома формами реальності існує третій, перехідний простір, який і суб'єктивно конструюється, і об'єктивно сприймається. Перехідний досвід (частиною якого є перехідні об'єкти), маючи характеристики обох форм реальності, дозволяє дитині рухатися до спільної об'єктивної реальності, не травмуючись нею. Це також дозволяє розвинути здатність жити в об'єктивній реальності, зберігаючи при цьому ядро суб'єктивної всемогутності, що уможливлює вираження оригінальності та пристрасті в особистості. Для Віннікотта перехідний досвід є своєрідним психічним місцем, де дитина може творчо грати, і саме тому Віннікотт порівнює людський культурний досвід з перехідним досвідом.

### Перехідний об'єкт
У межах перехідного простору важливого значення набуває перехідний об'єкт. Цим терміном позначають предмет, як правило, тактильно-тискової якості (клапоть ковдри, м'яка іграшка, шматок тканини, іграшка тощо), який набувається дитиною, щоб допомогти їй у психологічному розвитку; він стає першим об'єктом, засвоєним дитиною як «не-Я». Цей об'єкт, що уособлює єднання з матір'ю, також уможливлює відокремлення та автономію від неї — процес, визначений Малером як індивідуація-відокремлення. Таким чином, перехідний об'єкт дозволяє пом'якшити перехід від стадії суб'єктивної всемогутності до стадії спільної об'єктивної реальності, і він робить це, представляючи в досимволічний спосіб перехідну зону (або простір), простір, де мати не є ні суб'єктивно сконструйованою, ні об'єктивно існуючою. Таким чином, перехідний феномен (або об'єкт) не сприймається і не розглядається як такий, що належить до об'єктивної реальності, а перебуває у проміжному просторі, потенційному просторі, розташованому між «я» і «не-я».

### Досить хороша мати
Віннікотт визначає достатньо хорошу матір як таку, що інстинктивно володіє здатністю піклуватися про дитину, дозуючи при цьому рівень фрустрації, яку переживає дитина. Достатньо хороша мати володіє так званою первинною материнською турботою — психологічним станом, який є необхідним для того, щоб мати змогу адекватно піклуватися про дитину, і який дозволяє їй «надавати світ» дитині з пунктуальністю, дозволяючи дитині відчувати суб'єктивну всемогутність. Серед завдань матері є також представлення світу дитині (представлення предметів); достатньо хороша мати інстинктивно знає, коли давати дитині предмети, коли піклуватися про неї, коли і як змусити її пережити легкі розчарування, гарантуючи, що її розвиток протікає гладко і без надмірних травм для неї. Так само Віннікотт говорить про недостатньо хорошу матір, маючи на увазі матір, зазвичай жертву депресивних психопатологій або подібних, яка піклується про дитину без творчості, не пристосовуючись до неї і механічно; з недостатньо хорошою матір'ю дитина незабаром перестане жити в ілюзії, що це вона створює і руйнує об'єкти, і буде жити в світі, представленому їй матір'ю, якому вона повинна буде підкорятися: таким чином, зароджувана творчість може бути вбита. Замість того, щоб мати мала пристосовуватися до дитини, в цьому випадку дитина повинна буде пристосовуватися до матері (або основного вихователя). Неадекватно добра мати може травматично зруйнувати досвід суб'єктивної всемогутності дитини, сприяючи, зокрема, розвитку фальшивого «Я» або подвійного зв'язку.

### Фальшиве «я»
Цим терміном Віннікотт позначає ситуації, в яких людина відчуває важке відчуття відчуження від себе, неіснування. Хибне Я може виникати внаслідок незадовільних первинних стосунків між матір'ю та дитиною, тобто від матері, яка не задовільно реагувала на потреби дитини. У цьому випадку йдеться не стільки про фізіологічні потреби, скільки про потреби зростання, всемогутності, творення і руйнування об'єкта. Спочатку, по суті, дитині важливо пережити суб'єктивну всемогутність, живучи в ілюзії, що саме вона (своїми бажаннями) створює і руйнує матір. Пізніше, завдяки цьому досвіду і перехідному об'єкту, вона зможе перейти до спільного, менш егоцентричного підґрунтя реальності. Для цього їй потрібна достатньо хороша мати, яка буде піддавати її оптимальним фрустраціям, які дитина зможе прийняти в нетравматичний спосіб. Недостатньо добра мати, з іншого боку, різко перериває суб'єктивну всемогутність дитини, підрізаючи її крила і перешкоджаючи зростанню справжнього «Я»: саме таким чином формується фальшиве «Я», позбавлене суб'єктивної енергії, що складається з догоджання, нетворче, без драйву. На противагу цьому, Істинне Я — це те, що народжується з нормального подолання суб'єктивної всемогутності, яке залишається основою справжнього ядра особистості, джерелом енергії, з якого розвиваються периферійні аспекти особистості. Хибне Я, однак, не відповідає психопатології, а скоріше ідентифікується як нетворчість, не-стан Істинного Я через дефіцит материнської турботи; таким чином, ми переходимо від теорії конфлікту, характерної для фрейдівського психоаналізу, его-психології та кляйніанських концепцій, до теорії дефіциту, яка припускає відсутність або дефіцит важливих елементів розвитку.

### Посмертно
- Simon A. Grolnick; Leonard Barkin; Werner Muensterberger, ред. (1978). Between reality and fantasy: transitional objects and phenomena. Classical psychoanalysis and its applications. J. Aronson. ISBN 978-0-876683187.
- Deprivation and Delinquency (London: Tavistock, 1984)
- Human Nature (Winnicott Trust, 1988) notebooks
- Kanter, Joel, ред. (2004). Face to Face with Children. The Life and Work of Clare Winnicott. London, New York: Routledge. ISBN 978-1855759978.
- Lesley Caldwell; Helen Taylor Robinson, ред. (2016). The Collected Works of D. W. Winnicott. Oxford University Press. ISBN 978-0-19-939933-8.
- Karnac, Harry (2018). After Winnicott: Compilation of Works Based on the Life, Writings and Ideas of D.W. Winnicott. London: Routledge. ISBN 978-0-429910661.